# Primo (Kitriのアルバム)
「Primo」（プリモ）は、KitriのEP。2019年1月23日に日本コロムビアのBETTER DAYSから発売された。

## 概要
Kitriの初CD作品となるメジャーデビューEPで、大橋トリオが全面プロデュースを手掛けた。

## 収録曲
1. 羅針鳥 [4:11]
作詞・作曲：Mona / 編曲：神谷洵平[注 1]・Kitri
ゴンドウトモヒコ[注 2]がフリューゲルホルンで参加している。
元々は連弾のみのアレンジだったが、打ち込みのビートや演奏を追加した。
2. 細胞のダンス [3:48]
作詞：Mona・Hina / 作曲：Mona / 編曲：Kitri
ベートーヴェンの月光ソナタを弾いていた時に着想を得ており、「ピアノがビート代わりになるような、Kitriならではのピアノ・ダンス・ミュージック」と話している。
3. sion [4:29]
作詞・作曲：Mona / 編曲：Kitri
4. 一新 [5:00]
「これまでダークな曲が多かったが、明るく前に進んで行けるような曲も作りたい」という想いが込められ制作された。「聴くといつも心が洗われる気持ちになる」というバッハのG線上のアリアのメロディーを引用している。
作詞・作曲：Mona / 編曲：Kitri
5. 羅針鳥 -naked- (pianoバージョン) [4:13]
作詞・作曲：Mona / 編曲：Kitri